# TT Весов
TT Весов (лат. TT Librae) — одиночная переменная звезда в созвездии Весов на расстоянии (вычисленном из значения параллакса) приблизительно 71058 световых лет (около 21768 парсеков) от Солнца. Видимая звёздная величина звезды — от +16m до +10,9m.

## Характеристики
TT Весов — красная пульсирующая переменная звезда, мирида (M) спектрального класса M3e. Эффективная температура — около 4500 К.